# Дальневосточные игры 1917
III Дальневосточные игры — соревнование мужских сборных команд некоторых стран Азии. Были проведены в мае 1917 года в Токио, Японская империя. Спортсмены соревновались в восьми видах спорта.

## Участники
В соревнованиях вновь приняли участие 3 страны:
- Китайская республика
- Филиппины
- Японская империя (организатор)

## Виды спорта и чемпионы
| Вид спорта               | Чемпионы       |
| ------------------------ | -------------- |
| Бейсбол                  | Япония         |
| Баскетбол                | Филиппины      |
| Лёгкая атлетика          | Филиппины      |
| Волейбол                 | Китай          |
| Плавание                 | Япония         |
| Теннис, одиночный разряд | Кумагаэ        |
| Теннис, парный разряд    | Кумагаэ/Миками |
| Футбол                   | Китай          |